# رضوى سيد
رضوى سيد (مواليد 30 مايو 1997) هي لاعبة كاراتيه مصرية، مثّلت بلادها في الألعاب الأولمبية الصيفية 2020. حقّقت الميدالية الفضية في ألعاب عموم إفريقيا 2019 في الرباط، المغرب في منافسات الكوميت 50 كجم.

## المشاركة الأولمبية
| مصر (EGY)  | مصر (EGY)            | مصر (EGY)                       | مصر (EGY)                   | مصر (EGY)                  | مصر (EGY)              | مصر (EGY)     | مصر (EGY)     | مصر (EGY)     | مصر (EGY) |
| الدورة     | الحدث                | دور المجموعات                   | دور المجموعات               | دور المجموعات              | دور المجموعات          | دور المجموعات | نصف النهائي   | النهائي       | النهائي   |
| الدورة     | الحدث                | الخصم النتيجة                   | الخصم النتيجة               | الخصم النتيجة              | الخصم النتيجة          | الترتيب       | الخصم النتيجة | الخصم النتيجة | الترتيب   |
| ---------- | -------------------- | ------------------------------- | --------------------------- | -------------------------- | ---------------------- | ------------- | ------------- | ------------- | --------- |
| طوكيو 2020 | –55 كجم [الإنجليزية] | Zhangbyrbay (كازاخستان) · خ 2–7 | Terliuga (أوكرانيا) · خ 0–1 | Miyahara (اليابان) · ف 5–3 | Plank (النمسا) · خ 6–7 | 5             | لم تتأهل      | لم تتأهل      | لم تتأهل  |

## روابط خارجية
رضوى سيد على موقع KarateRec.com (الإنجليزية)
- رضوى سيد على موقع أوليمبيديا (الإنجليزية)